# تومور-اچیر تولگا
تومور-اچیر تولگا (به مغولی: Төмөр-Очирын Тулга،  زادهٔ ۱۱ فوریهٔ ۱۹۹۸) یک کشتی‌گیر آزادکار اهل مغولستان است. وی سابقه حضور در المپیک ۲۰۲۰ توکیو و  المپیک ۲۰۲۴ پاریس را دارد.
از افتخارات وی می‌توان به کسب مدال طلا بازی‌های آسیایی ۲۰۲۲ و مدال برنز قهرمانی کشتی جهان ۲۰۲۱ اشاره کرد.

## فعالیت حرفه‌ای

### قهرمانی کشتی جهان ۲۰۲۱
تولگا در وزن ۶۵ کیلوگرم کشتی آزاد قهرمانی کشتی جهان ۲۰۲۱ اسلو شرکت کرد، او در مسابقه های اول و دوم کایکی یاماگوچی از ژاپن و وازگن توانیان از ارمنستان را شکست داد اما در نیمه نهایی به زاگیر شاخیف از روسیه باخت و به دیدار رده‌بندی رفت. وی در دیدار رده‌بندی روحیت سینگ از هند را شکست داد و مدال برنز را بدست آورد.

### المپیک ۲۰۲۴ پاریس
تولگا در وزن ۶۵ کیلوگرم کشتی آزاد المپیک ۲۰۲۴ پاریس حاضر بود که با شکست والدس توبیر از کوبا و وازگن توانیان از ارمنستان به مرحله نیمه نهایی رسید اما در این مرحله مقابل کوتارو کیوکا از ژاپن شکست خورد و به دیدار رده‌بندی رفت. او در این مرحله نیز مقابل سباستین ریورا از پورتوریکو بازی را واگذار کرد و پنجم شد.  